# Belkacem Tatem
Belkacem Tatem, né le 16 août 1948 à Alger, est un metteur-en-scène et comédien français.
Depuis 2012, il dirige et anime la galerie d'art contemporain KO21 dans le 20e arrondissement de Paris.

## Théâtre

### Comédien
- 1990 : L'Avare de Molière, mise en scène de Jacques Mauclair

### Mise en scène
- 1987 : La Reprise de Jean-François Sivadier
- 1988 : Le Butoir d'Yves Navarre
- 1988 : Si Lehlu (Le Médecin malgré lui de Molière adapté en kabyle par Muḥend u Yeḥya)
- 1990 : Une répétition au Théâtre du crime de Jacques Mauclair, création au Théâtre du Marais
- 1995 : 27 Remorques pleines de cotons de Tennessee Williams
- 1996 : Huis clos de Jean-Paul Sartre
- 2000 : Les Fourberies de Scapin de Molière au Théâtre de la Porte-Saint-Martin
- 2001 : La Petite Boutique des horreurs de Howard Ashman, création en français au Théâtre Déjazet
- 2002 : Priorité au Basilic d'Arezki Metref, avec Sid Ahmed Agoumi

## Filmographie
- 1990 : Nouvelle Vague, de Jean-Luc Godard
- 1990 : Meurtres en vidéo, de Thomas J. Wright
- 1990 : Une femme parfaite (Sweet Revenge), de Charlotte Brandström
- 1994 : Le Voyage du Kabyle, réalisateur
- 1995 : Les Anges gardiens, de Jean-Marie Poiré
- 1995 : Fantôme avec chauffeur, de Gérard Oury
- 1996 : Les Bidochon, de Serge Korber
- 1998 : Deux mamans pour Noël, de Paul Gueu
- 2001 : Dernier métro avant Noël de Jean-Charles Finck
- 2003 : Merlin contre le Père Noël, de Serge Élissalde